# Vladimir Obraztsov
Vladimir Obraztsov es un deportista soviético que compitió en piragüismo en la modalidad de aguas tranquilas.
Ganó una medalla en el Campeonato Mundial de Piragüismo de 1966 y tres medallas en el Campeonato Europeo de Piragüismo entre los años 1965 y 1969.

## Palmarés internacional
| Campeonato Mundial | Campeonato Mundial    | Campeonato Mundial | Campeonato Mundial |
| Año                | Lugar                 | Medalla            | Competición        |
| ------------------ | --------------------- | ------------------ | ------------------ |
| 1966               | Berlín Oriental (RDA) | Medalla de bronce  | K2 500 m           |
| Campeonato Europeo |                       |                    |                    |
| Año                | Lugar                 | Medalla            | Competición        |
| 1965               | Bucarest (Rumania)    | Medalla de plata   | K2 500 m           |
| 1967               | Duisburgo (RFA)       | Medalla de oro     | K2 500 m           |
| 1969               | Moscú (URSS)          | Medalla de plata   | K2 500 m           |